# Antonio Luis Baena Tocón
Antonio Luis Baena Tocón (1915-1998) fue un militar y funcionario español que, en los años posteriores a la guerra civil española, formó parte de diversos tribunales militares de la dictadura de Francisco Franco, destacando especialmente su participación en el tribunal que condenó a muerte al poeta Miguel Hernández en 1940. 

## Biografía
Entre 1939 y 1943, con la graduación de alférez, Baena Tocón fue destinado al Juzgado Especial de Prensa, encargado de perseguir y depurar a aquellas personas que hubiesen escrito en medios de comunicación durante la República. A las órdenes del juez instructor Manuel Martínez Gargallo se encargó de investigar la Hemeroteca Municipal de Madrid, anotando los nombres de escritores y periodistas, junto con comentarios sobre el carácter de los presuntos delitos que habrían cometido en sus piezas literarias.
Además, fue miembro de varios consejos de guerra relacionados con el Juzgado Especial de Prensa, destacando el instruido contra el poeta Miguel Hernández, condenado a muerte en marzo de 1940 –la pena fue posteriormente conmutada por 30 años de prisión–. Baena Tocón figuró como secretario del mismo, a pesar de no tener la titulación necesaria para ello al haber aprobado tan solo unas pocas asignaturas de Derecho.
En junio de 1966 Antonio Luis Baena Tocón fue nombrado interventor del Ayuntamiento de Córdoba, puesto que desempeñó hasta su jubilación. Anteriormente había sido habilitado como viceinterventor de la Diputación Provincial. Ambas plazas, como era normal durante la dictadura, fueron otorgadas en virtud de sus méritos al servicio del régimen.

## Polémica posterior
En junio de 2019 la Universidad de Alicante, a solicitud de su hijo, desindexó de manera cautelar de sus archivos digitales toda referencia a la participación de Antonio Luis Baena Tocón en el juicio a Miguel Hernández, con el objetivo de que su nombre no fuese vinculado con la condena y muerte del poeta alicantino. Rápidamente se generó un efecto Streisand, que convirtió a Baena Tocón en un personaje de actualidad mediática, frustrando los deseos de su hijo. Un mes más tarde, la propia universidad rectificó y anuló el borrado de sus buscadores, al considerar que las funciones del biografiado «eran de interés público» y dada la crítica contra su primera decisión generada tanto en prensa como en el ámbito académico. Al mismo tiempo, su hijo solicitó a la Agencia Española de Protección de Datos (AEPD) la retirada de numerosos enlaces sobre Baena Tocón que se podían encontrar al utilizar el motor de búsqueda Google, solicitud rechazada por la AEPD.
En septiembre de 2021, una resolución del Juzgado de lo Contencioso-Administrativo número 3 de Alicante consideró «ajustada a derecho la negativa de la Universidad de Alicante (UA) a eliminar de sus buscadores de Internet el nombre del secretario del juzgado que instruyó el procedimiento sumarísimo contra el poeta oriolano Miguel Hernández», con lo que se desestima el recurso presentado por su hijo contra la resolución dictada el 29 de julio de 2019 por el rector de la citada universidad.
En agosto de 2022, la Audiencia Nacional desestimó el recurso que presentó su hijo contra Google para que suprimiera un cierto número de enlaces a varias páginas webs que informaban sobre la participación de Baena en el juicio que condenó a muerte a Miguel Hernández. Dicho alto tribunal considera que las webs están amparadas por la libertad de información y de expresión, por lo que no procede su supresión. Además considera que no ha habido vulneración de derechos por parte de la AEPD y tampoco considera pertinente abrir un procedimiento sancionador a Google.
En enero de 2024, el hijo de Baena Tocón recurrió en casación ante la sala tercera del Tribunal Supremo, que decidió admitir a trámite el recurso al considerar que podían servir para ampliar o matizar su doctrina sobre el derecho al olvido en internet y fijaba la vista para su definitiva resolución para el 20 de febrero de 2024. Finalmente, en marzo de 2024, el Tribunal Supremo rechazó el recurso presentado por la familia al considerar que una persona fallecida tiene derecho a la protección de datos y al olvido digital, pero que en este caso prima el derecho a la información al existir «un interés público incuestionable».
En junio de 2024, el Tribunal Superior de Justicia de la Comunidad Valenciana (TSJCV) desestimó el recurso presentado por el hijo del alférez Baena Tocón contra la sentencia de un juzgado de Alicante que permitía la publicación del artículo «El caso Diego San José y el juez humorista» del catedrático de la Universidad de Alicante, Juan Antonio Ríos Carratalá, al considerar que prevalece «el derecho a la libertad de información, expresión e investigación histórica» y desestima tanto el recurso del hijo como el argumento del derecho al olvido, al considerar que Baena Tocón tuvo un papel acreditado en el juicio que condenó a muerte a Miguel Hernández.